# 特爾福德
特爾福德（英語：Telford；i/ˈtɛlfərd/，港譯德福）是英國特爾福德和里金一個大型的新鎮，位於什魯斯伯里以東13英里（21），伯明翰以西30英里（48） ，2010年人口約155,000。它是英國增長速度最快的鎮之一，也是所處的名譽郡什羅普郡最大的鎮。
其名稱是爲了紀念土木工程師托馬斯·特爾福德，香港德福花園以此地命名。鎮子本身是1960至70年代發展自原來的一個小鎮和其他工農業用地。此外UNESCO世界遺產鐵橋谷也位於此地。

## 外部連結
- Official Tourism Website for Ironbridge & Telford
- Telford Culture Zone （页面存档备份，存于）